# Gorka Gerrikagoitia
Gorka Gerrikagoitia Arrien (Guernica, 7 december 1973) is een Spaans voormalig beroepswielrenner. Hij reed zijn gehele carrière voor Euskaltel-Euskadi. Hij won slechts één koers, en reed altijd in dienst van anderen.
Na zijn wielercarrière werd hij ploegleider bij zijn ploeg Euskaltel.

## Belangrijkste overwinningen
1997
- Clásica Memorial Txuma

## Resultaten in voornaamste wedstrijden
| Jaar | Ronde van Italië | Ronde van Frankrijk | Ronde van Spanje |
| ---- | ---------------- | ------------------- | ---------------- |
| 2000 |                  |                     | 66e              |
| 2001 |                  |                     | 101e             |
| 2002 |                  |                     | 107e             |
| 2003 |                  |                     | opgave           |